# Іваницька Ольга Павлівна
Ольга Павлівна Іваницька (нар. 1 січня 1947, с. Острівець, Україна) — українська науковиця в галузі історії, докторка історичних наук (1997), професорка (2000).

## Життєпис
Ольга Іваницька народилася 1 січня 1947 року у селі Острівці, нині Теребовлянської громади Тернопільського району Тернопільської области України.
Закінчила історичний факультет Чернівецького університету (1973). Працювала викладачкою Alma-mater; старшою викладачкою, професоркою катедри всесвітньої історії Вінницького державного педагогічного інституту (1982—2002), доценткою, професоркою, завідувачкою катедри міжнародних відносин та зовнішньої політики Київського міжнародного університету (2002—2008), від 2014 — професорка катедри міжнародних відносин та зовнішньої політики Донецького національного університету імені Василя Стуса, від 2019 — професорка катедри політології та державного управління цього ж університету.
Членка спеціалізованої вченої ради та редколегій низки наукових видань.

## Доробок
Авторка наукових праць, 5-х монографій, 6-х навчальних посібників і методичних видань.